# Comté de Nobles
Le Comté de Nobles est situé dans l’État du Minnesota, aux États-Unis. Il comptait 20 832 habitants en 2000. Son siège est Worthington.